# Buslijn 330 (Amsterdam-Almere)
Buslijn 330 is een R-net-buslijn van Keolis Nederland die het Station Almere Buiten verbindt met Almere Stad, Busstation 't Oor, P&R Muiden en het station Amsterdam Bijlmer ArenA. De lijn werd op 11 december 2022 ingesteld als opvolger van lijn 328.

## Geschiedenis

### Lijn 57
Op 9 oktober 1979 werd een lijn 57 ingesteld (alleen op werkdagen overdag) door de toenmalige streekvervoerder Flevodienst tussen Almere Haven en over de Hollandse Brug naar Diemen waar nog over de Hartveldseweg werd gereden. Via de Middenweg werd naar het Amstelstation gereden.

### Lijn 157
Op 31 mei 1981 werd lijn 57 in het kader van de ophoging van lijnnummers binnen Amsterdam om doublures te voorkomen vernummerd in lijn 157. Ook werd voortaan in het weekeinde gereden. Op de overstaphalte Hollandse Brug kon worden overgestapt op de nieuwe lijn 152 naar Almere Stad. Op dezelfde dag fuseerde Flevodienst met de VAD.
Op 5 juni 1982 werd de lijn vanaf Muiden verlegd via de Gaasperdammerweg, Rijksweg 2, Utrechtsebrug en het Europaplein naar Station Amsterdam Zuid. Hierdoor kregen de bewoners van Almere Haven een rechtstreekse verbinding met Amsterdam Zuid. Ook werd het nieuwe busstation ’t Oor aangedaan. Vanaf 29 mei 1983 reed lijn 157 alleen nog maar maandag tot en met vrijdag overdag omdat in de avond en het weekeinde weinig vervoer naar de zuidas was. Gelijktijdig werd in het weekeinde een nieuwe lijn 158 ingesteld tussen Lelystad, busstation 't Oor en het Amstelstation.
Op 28 mei 1984 werd lijn 157 verlegd via metrostation Gaasperplas en metrostation Holendrecht waarbij ook het noordelijke deel van Gaasperdam werd bediend. Ook kreeg het AMC hierdoor een rechtstreekse verbinding met Almere. Vanaf Holendrecht werd weer naar de A2 gereden. Vanaf 1 juni 1986 werd ook door Amstel III gereden waar via de Burgemeester Stramanweg de A2 weer werd bereikt. Bij de opening van de Flevospoorlijn tot Almere op 31 mei 1987 werd lijn 157 beperkt tot een spitsuurlijn en vanaf busstation 't Oor doorgetrokken naar Lelystad om een jaar later op 29 mei 1988 bij de verlenging van de spoorlijn naar Lelystad geheel te verdwijnen.

### Lijn 158

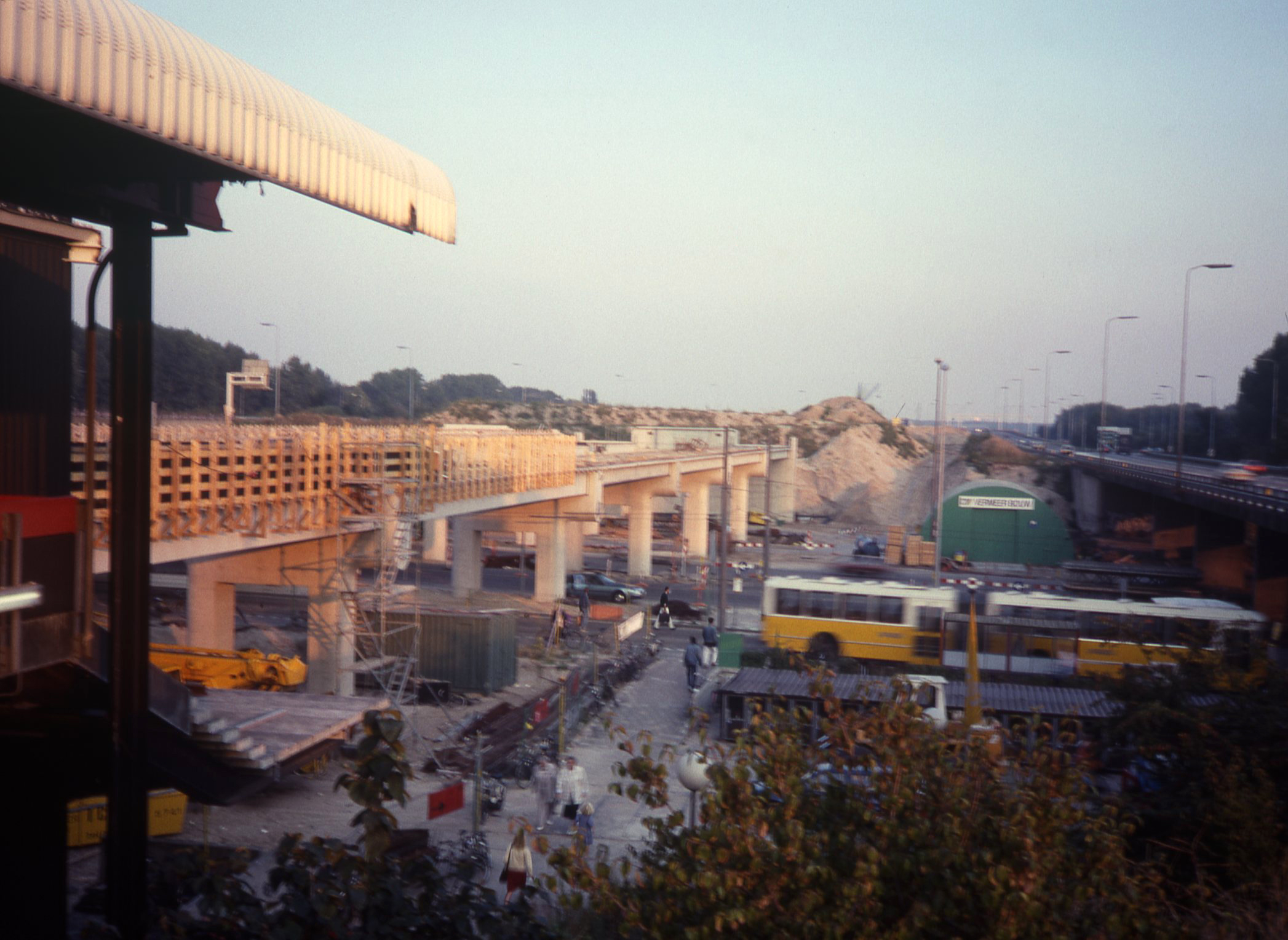
Volvo Jonckheere gelede bus op lijn 158 bij Station RAI in 1989

Op 31 mei 1987 werd lijn 158 vanaf Muiden verlegd naar station Zuid volgens de route van lijn 157. Ook werd de lijn vanaf busstation 't Oor verlegd naar Almere Haven waar een rondje werd gereden. Daarnaast reed lijn 158 voortaan ook op maandag tot en vrijdag en werd op alle exploitatie uren gereden. In Buitenveldert werd voorts het VU medisch centrum aangedaan en werd via de Boelelaan en Buitenveldertselaan gereden. In mei 1993 bij de opening van de Zuidtak van de Nederlandse Spoorwegen werd de lijn vanaf Amstel III verlegd naar station Duivendrecht. In mei 1994 fuseerde VAD met het oostelijke vervoersgebied van Centraal Nederland en de Nieuwegein-vestiging van Westnederland tot Midnet; lijn 158 was voortaan een Midnetlijn. De verlegging naar station Duivendrecht was echter geen succes omdat dat station behalve overstappers tussen NS treinen vrijwel alleen gebruikt werd voor lokaal vervoer. Daarom werd de lijn vanaf mei 1994 naar station Holendrecht verlegd, door Amstel III naar station Bijlmer waarna via de Dolingadreef en Daalwijkdreef naar de Provincialeweg werd gereden om bij Diemen op de oude route te komen.
In 1999 fuseerde Midnet met de omringende streekvervoerders tot Connexxion. Omdat in Almere Haven geen spoorwegstation aanwezig is, was de verbinding met lijn 158 sneller dan met de trein waarvoor men dan 2 tot 3 keer zou moeten overstappen voor een bestemming in Amsterdam Zuidoost. De lijn reed in combinatie met lijn 157 naar het Amstelstation en bood een frequente en snelle verbinding tussen Almere Haven en Amsterdam Zuidoost.

### Lijn 328

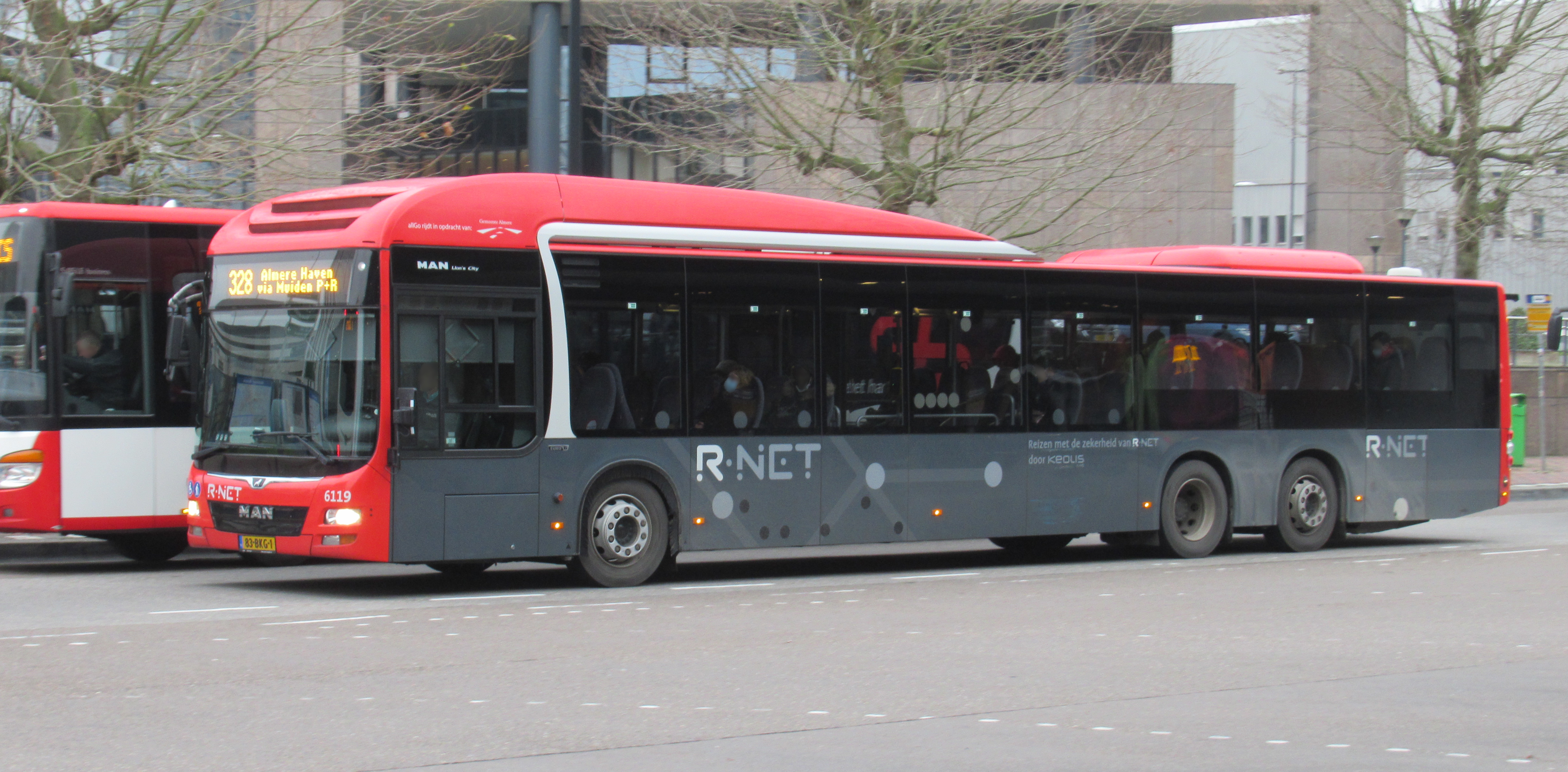
MAN Lion's City 6119 op lijn 328 in 2021

Op 11 december 2011 werd lijn 158 vernummerd in lijn 328 en werd het een R-net lijn. Op 10 december 2017 werd de lijn overgenomen door Keolis Nederland en vanuit Almere ingekort tot station Bijlmer ArenA.

### Lijn 330
Op 11 december 2022 werd lijn 328 vernummerd in lijn 330 die ook lijn 323 ging vervangen en vanuit Almere Buiten naar Amsterdam Bijlmer ArenA rijdt in plaats vanaf Almere Haven.